# Carves
Carves est une commune française située dans le département de la Dordogne, en région Nouvelle-Aquitaine.

## Géographie

### Généralités
Dans le quart sud-est du département de la Dordogne, en Périgord noir, la commune de Carves est arrosée par la Vallée et bordée par son affluent le Neufond.
À l'écart des routes principales, le petit bourg de Carves se situe en distances orthodromiques, quatorze kilomètres au sud-est du Buisson-de-Cadouin et seize kilomètres au sud-ouest de Sarlat-la-Canéda.
La commune est desservie par les RD 51 et 53.

### Communes limitrophes
Carves est limitrophe de six autres communes. À l'est, le territoire de Castelnaud-la-Chapelle est distant de moins de 250 mètres.
| Saint-Germain-de-Belvès |        | Cladech           |
| Sagelat                 | Carves | Veyrines-de-Domme |
| Pays de Belvès          | Grives |                   |

### Géologie et relief

#### Géologie
Situé sur la plaque nord du Bassin aquitain et bordé à son extrémité nord-est par une frange du Massif central, le département de la Dordogne présente une grande diversité géologique. Les terrains sont disposés en profondeur en strates régulières, témoins d'une sédimentation sur cette ancienne plate-forme marine. Le département peut ainsi être découpé sur le plan géologique en quatre gradins différenciés selon leur âge géologique. Carves est située dans le troisième gradin à partir du nord-est, un plateau formé de calcaires hétérogènes du Crétacé.
Les couches affleurantes sur le territoire communal sont constituées de formations superficielles du Quaternaire et de roches sédimentaires datant pour certaines du Cénozoïque, et pour d'autres du Mésozoïque. La formation la plus ancienne, notée j7, date du Tithonien, composée de calcaires micritiques en petits bancs à joints marneux, dolomicrites et dolomies cristallines. La formation la plus récente, notée Eg, fait partie des formations superficielles de type grèze ou colluvions fluvio-glaciaires calcaires cimentées. Le descriptif de ces couches est détaillé dans  les feuilles « no 831 - Belvès » et « no 832 - Gourdon » de la carte géologique au 1/50 000 de la France métropolitaine, et leurs notices associées,.

Carte géologique de Carves.

#### Relief et paysages
Le département de la Dordogne se présente comme un vaste plateau incliné du nord-est (491 m, à la forêt de Vieillecour dans le Nontronnais, à Saint-Pierre-de-Frugie) au sud-ouest (2 m à Lamothe-Montravel). L'altitude du territoire communal varie quant à elle entre 87 m et 262 m,.
Dans le cadre de la Convention européenne du paysage entrée en vigueur en France le 1er juillet 2006, renforcée par la loi du 8 août 2016 pour la reconquête de la biodiversité, de la nature et des paysages, un atlas des paysages de la Dordogne a été élaboré sous maîtrise d’ouvrage de l’État et publié en octobre 2020. Les paysages du département s'organisent en huit unités paysagères et 14 sous-unités. La commune fait partie du Périgord noir, un paysage vallonné et forestier, qui ne s’ouvre que ponctuellement autour de vallées-couloirs et d’une multitude de clairières de toutes tailles. Il s'étend du nord de la Vézère au sud de la Dordogne (en amont de Lalinde) et est riche d’un patrimoine exceptionnel.
La superficie cadastrale de la commune publiée par l'Insee, qui sert de référence dans toutes les statistiques, est de 10,13 km2,,. La superficie géographique, issue de la BD Topo, composante du Référentiel à grande échelle produit par l'IGN, est quant à elle de 10,4 km2.

### Hydrographie

#### Réseau hydrographique

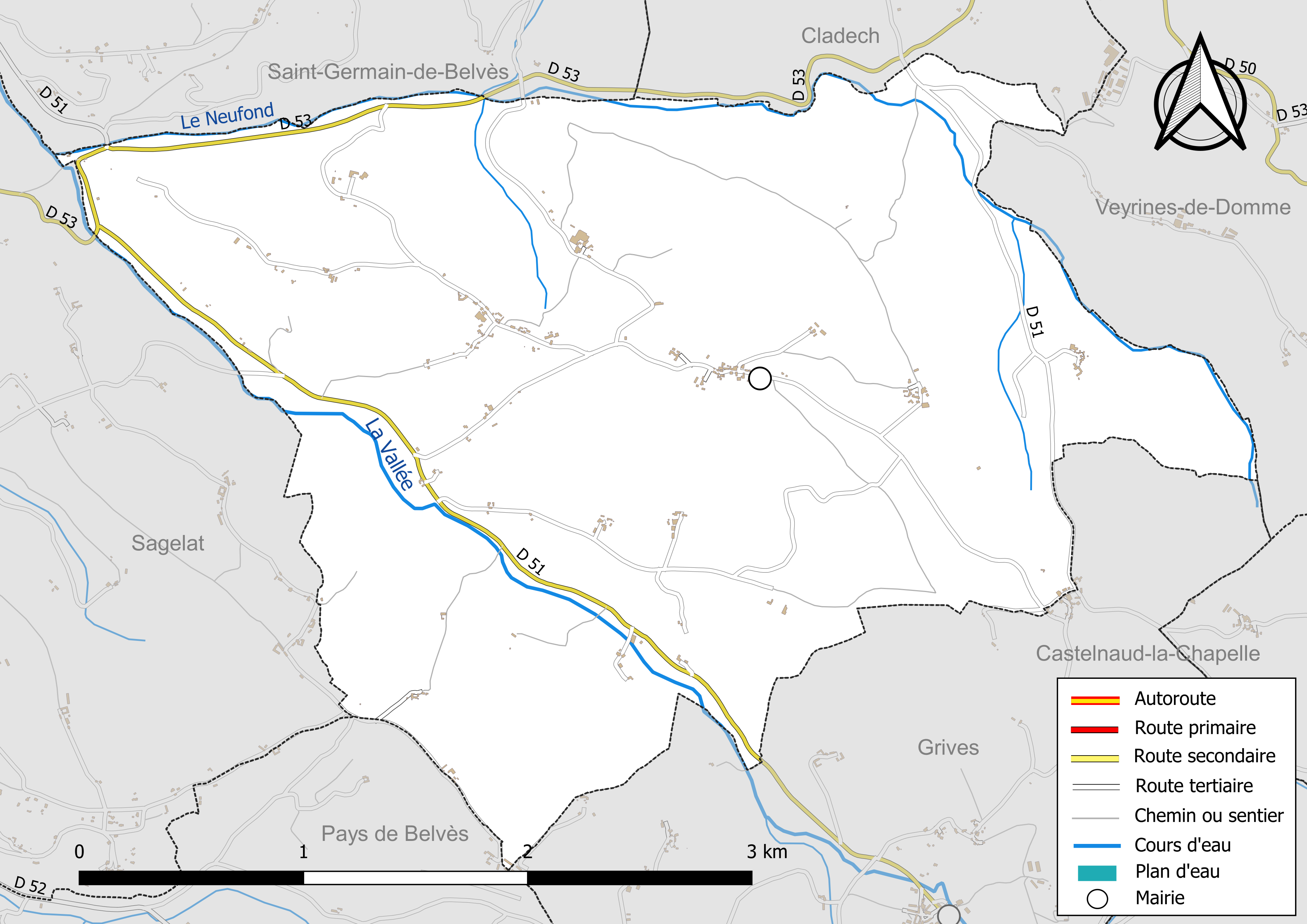
Réseaux hydrographique et routier de Carves.

La commune est située dans le bassin de la Dordogne au sein du Bassin Adour-Garonne. Elle est drainée par la Vallée et le Neufond et par divers petits cours d'eau, qui constituent un réseau hydrographique de 17 km de longueur totale,.
La Vallée, d'une longueur totale de 11,33 km, prend sa source dans la commune de Saint-Laurent-la-Vallée et se jette dans la Nauze à Siorac-en-Périgord. Elle traverse le territoire communal du sud au nord-ouest sur près de quatre kilomètres et demi dont deux kilomètres servent de limite, en deux tronçons, face à Grives et Sagelat.
Son affluent de rive droite le Neufond arrose la commune sur six kilomètres et demi, son cours servant presque intégralement de limite communale de l'est au nord-ouest en passant par le nord, face à Veyrines-de-Domme, Cladech et Saint-Germain-de-Belvès.

#### Gestion et qualité des eaux
Le territoire communal est couvert par le schéma d'aménagement et de gestion des eaux (SAGE) « Dordogne amont ». Ce document de planification, dont le territoire s'étend des sources de la Dordogne jusqu'à la confluence de la Vézère à Limeuil, d'une superficie de 9 700 km2 est en cours d'élaboration. La structure porteuse de l'élaboration et de la mise en œuvre est l'établissement public territorial de bassin de la Dordogne (EPIDOR). Il définit sur son territoire les objectifs généraux d’utilisation, de mise en valeur et de protection quantitative et qualitative des ressources en eau superficielle et souterraine, en respect des objectifs de qualité définis dans le troisième SDAGE  du Bassin Adour-Garonne qui couvre la période 2022-2027, approuvé le 10 mars 2022.
La qualité des eaux de baignade et des cours d’eau peut être consultée sur un site dédié géré par les agences de l’eau et l’Agence française pour la biodiversité.

### Climat
Pour des articles plus généraux, voir Climat de la Nouvelle-Aquitaine et Climat de la Dordogne.
Historiquement, la commune est exposée à un climat océanique aquitain.  
En 2020, Météo-France publie une typologie des climats de la France métropolitaine dans laquelle la commune est exposée à un climat océanique altéré et est dans la région climatique  Aquitaine, Gascogne, caractérisée par une pluviométrie abondante au printemps, modérée en automne, un faible ensoleillement au printemps, un été chaud (19,5 °C), des vents faibles, des brouillards fréquents en automne et en hiver et des orages fréquents en été (15 à 20 jours).
Pour la période 1971-2000, la température annuelle moyenne est de 12,8 °C, avec  une amplitude thermique annuelle de 15 °C. Le cumul annuel moyen de précipitations est de 926 mm, avec 12 jours de précipitations en janvier et 6,8 jours en juillet. Pour la période 1991-2020, la température moyenne annuelle observée sur la station météorologique la plus proche, située sur la commune de Pays de Belvès à 5 km à vol d'oiseau, est de 13,0 °C et le cumul annuel moyen de précipitations est de 888,2 mm,. Pour l'avenir, les paramètres climatiques de la commune estimés pour 2050 selon différents scénarios d’émission de gaz à effet de serre sont consultables sur un site dédié publié par Météo-France en novembre 2022.

## Urbanisme

### Typologie
Au 1er janvier 2024, Carves est catégorisée commune rurale à habitat très dispersé, selon la nouvelle grille communale de densité à 7 niveaux définie par l'Insee en 2022.
Elle est située hors unité urbaine et hors attraction des villes,.

### Occupation des sols
L'occupation des sols de la commune, telle qu'elle ressort de la base de données européenne d’occupation biophysique des sols Corine Land Cover (CLC), est marquée par l'importance des territoires agricoles (57,3 % en 2018), en diminution par rapport à 1990 (58,1 %). La répartition détaillée en 2018 est la suivante : 
zones agricoles hétérogènes (54,7 %), forêts (42,5 %), prairies (2,6 %), milieux à végétation arbustive et/ou herbacée (0,2 %). L'évolution de l’occupation des sols de la commune et de ses infrastructures peut être observée sur les différentes représentations cartographiques du territoire : la carte de Cassini (XVIIIe siècle), la carte d'état-major (1820-1866) et les cartes ou photos aériennes de l'IGN pour la période actuelle (1950 à aujourd'hui).

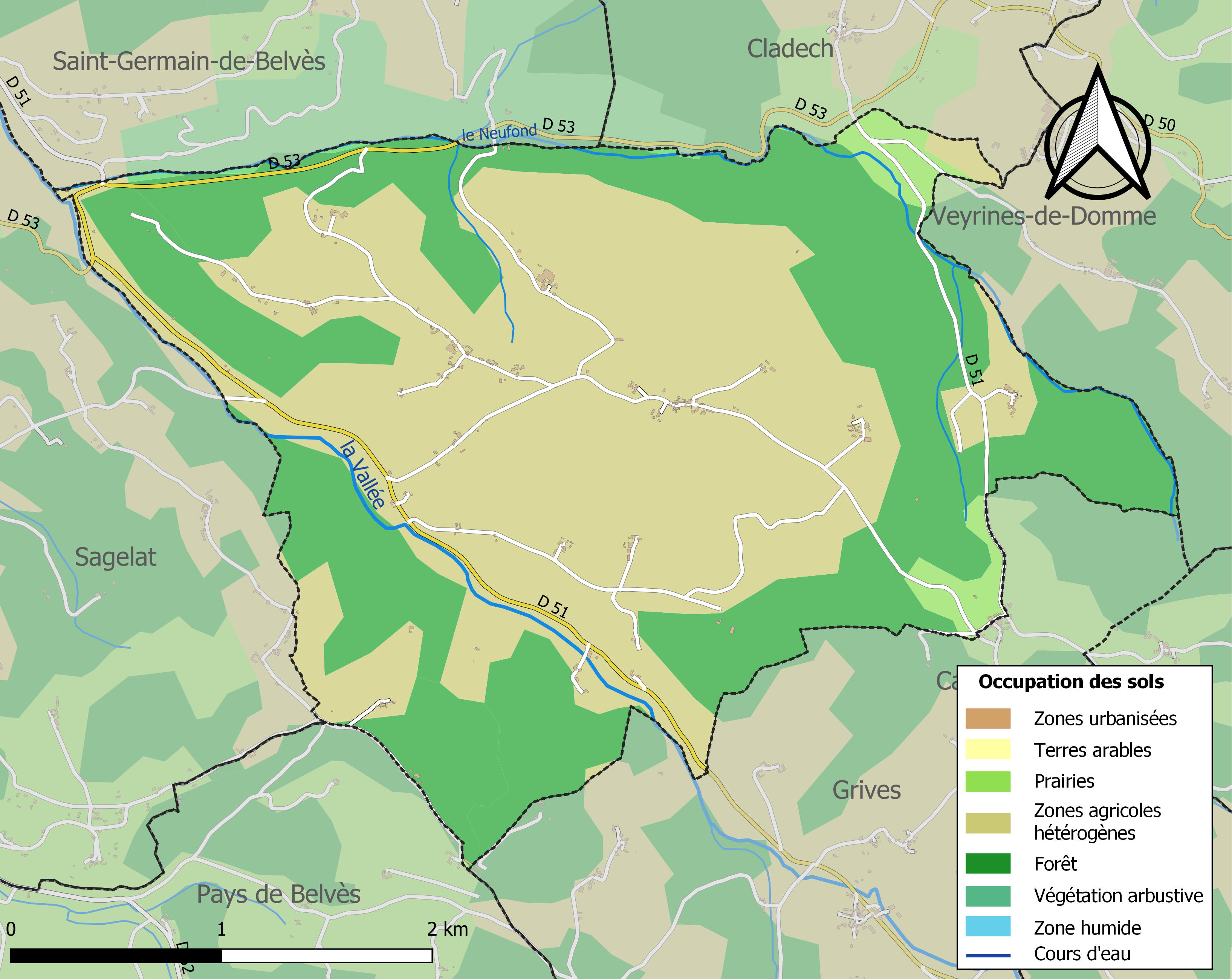
Carte des infrastructures et de l'occupation des sols de la commune en 2018 (CLC).

### Prévention des risques
Le territoire de la commune de Carves est vulnérable à différents aléas naturels : météorologiques (tempête, orage, neige, grand froid, canicule ou sécheresse), feux de forêts, mouvements de terrains et séisme (sismicité très faible). Il est également exposé à un risque particulier : le risque de radon. Un site publié par le BRGM permet d'évaluer simplement et rapidement les risques d'un bien localisé soit par son adresse soit par le numéro de sa parcelle.

#### Risques naturels
Carves est exposée au risque de feu de forêt. L’arrêté préfectoral du 14 mars 2013 fixe les conditions de pratique des incinérations et de brûlage dans un objectif de réduire le risque de départs d’incendie. À ce titre, des périodes sont déterminées : interdiction totale du 15 février au 15 mai et du 15 juin au 15 octobre, utilisation réglementée du 16 mai au 14 juin et du 16 octobre au 14 février. En septembre 2020, un plan inter-départemental de protection des forêts contre les incendies (PidPFCI) a été adopté pour la période 2019-2029,.

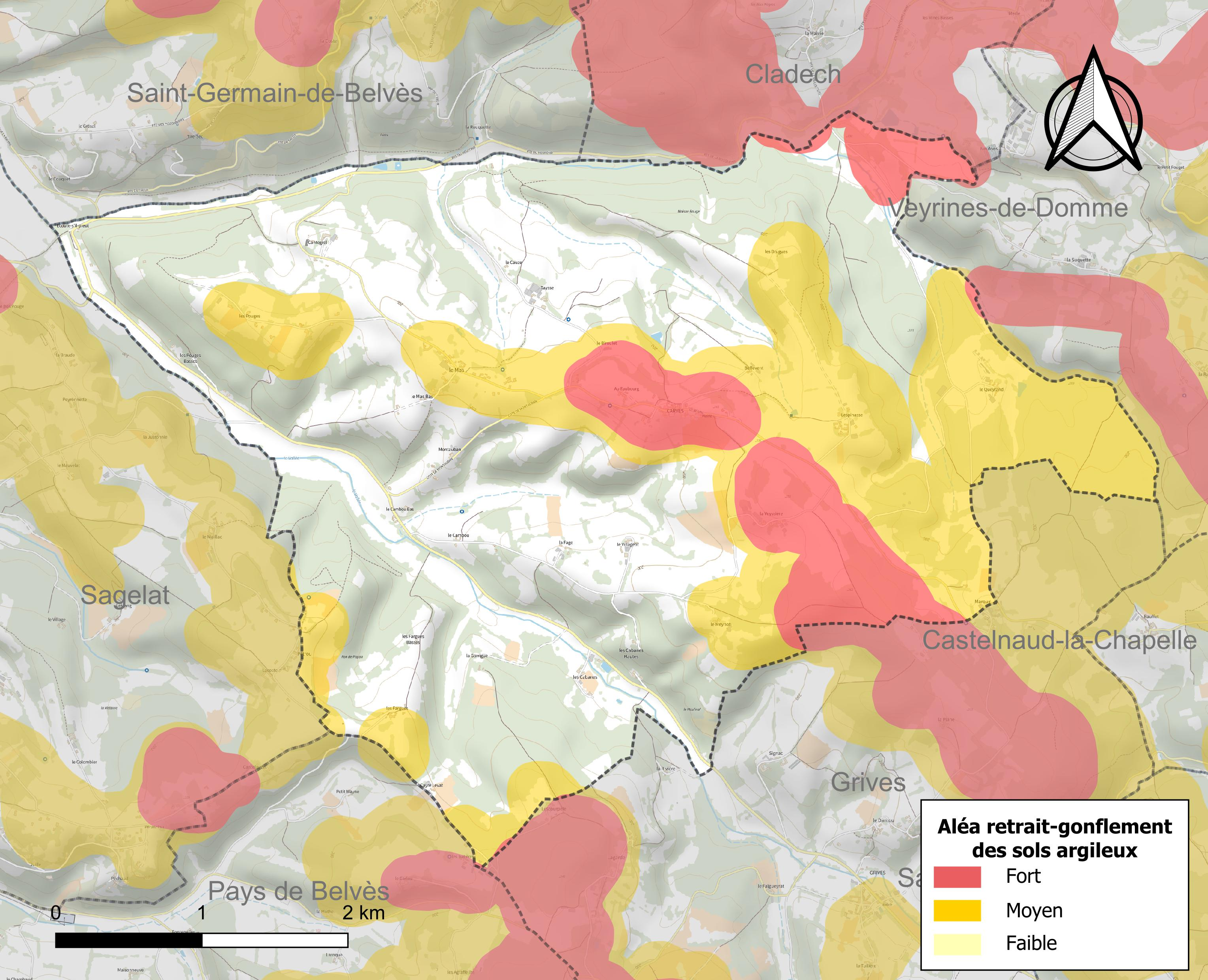
Carte des zones d'aléa retrait-gonflement des sols argileux de Carves.

Les mouvements de terrains susceptibles de se produire sur la commune sont des tassements différentiels. Le retrait-gonflement des sols argileux est susceptible d'engendrer des dommages importants aux bâtiments en cas d’alternance de périodes de sécheresse et de pluie. 37,5 % de la superficie communale est en aléa moyen ou fort (58,6 % au niveau départemental et 48,5 % au niveau national métropolitain). Depuis le 1er octobre 2020, en application de la loi ÉLAN, différentes contraintes s'imposent aux vendeurs, maîtres d'ouvrages ou constructeurs de biens situés dans une zone classée en aléa moyen ou fort,.
La commune a été reconnue en état de catastrophe naturelle au titre des dommages causés par les inondations et coulées de boue survenues en 1982, 1999 et 2008 et par des mouvements de terrain en 1999.

#### Risque particulier
Dans plusieurs parties du territoire national, le radon, accumulé dans certains logements ou autres locaux, peut constituer une source significative d’exposition de la population aux rayonnements ionisants. Selon la classification de 2018, la commune de Carves est classée en zone 2, à savoir zone à potentiel radon faible mais sur lesquelles des facteurs géologiques particuliers peuvent faciliter le transfert du radon vers les bâtiments.

## Toponymie
En occitan, la commune porte le nom de Carvas.

## Histoire
En 1864, la commune se nommait Carvès.

## Politique et administration

### Rattachements administratifs
Dès 1790, la commune a été rattachée au canton de Belvès qui dépendait du district de Belvès jusqu'en 1795, date de suppression des districts. Le canton de Belvès est ensuite rattaché en 1800 à l'arrondissement de Sarlat (devenu l'arrondissement de Sarlat-la-Canéda en 1965).

### Intercommunalité
Fin 2000, Carves intègre dès sa création la communauté de communes Entre Nauze et Bessède. Celle-ci est dissoute au 31 décembre 2013 et remplacée au 1er janvier 2014 par la communauté de communes Vallée de la Dordogne et Forêt Bessède.

### Administration municipale
La population de la commune étant comprise entre 100 et 499 habitants au recensement de 2017, onze conseillers municipaux ont été élus en 2020,.

### Liste des maires

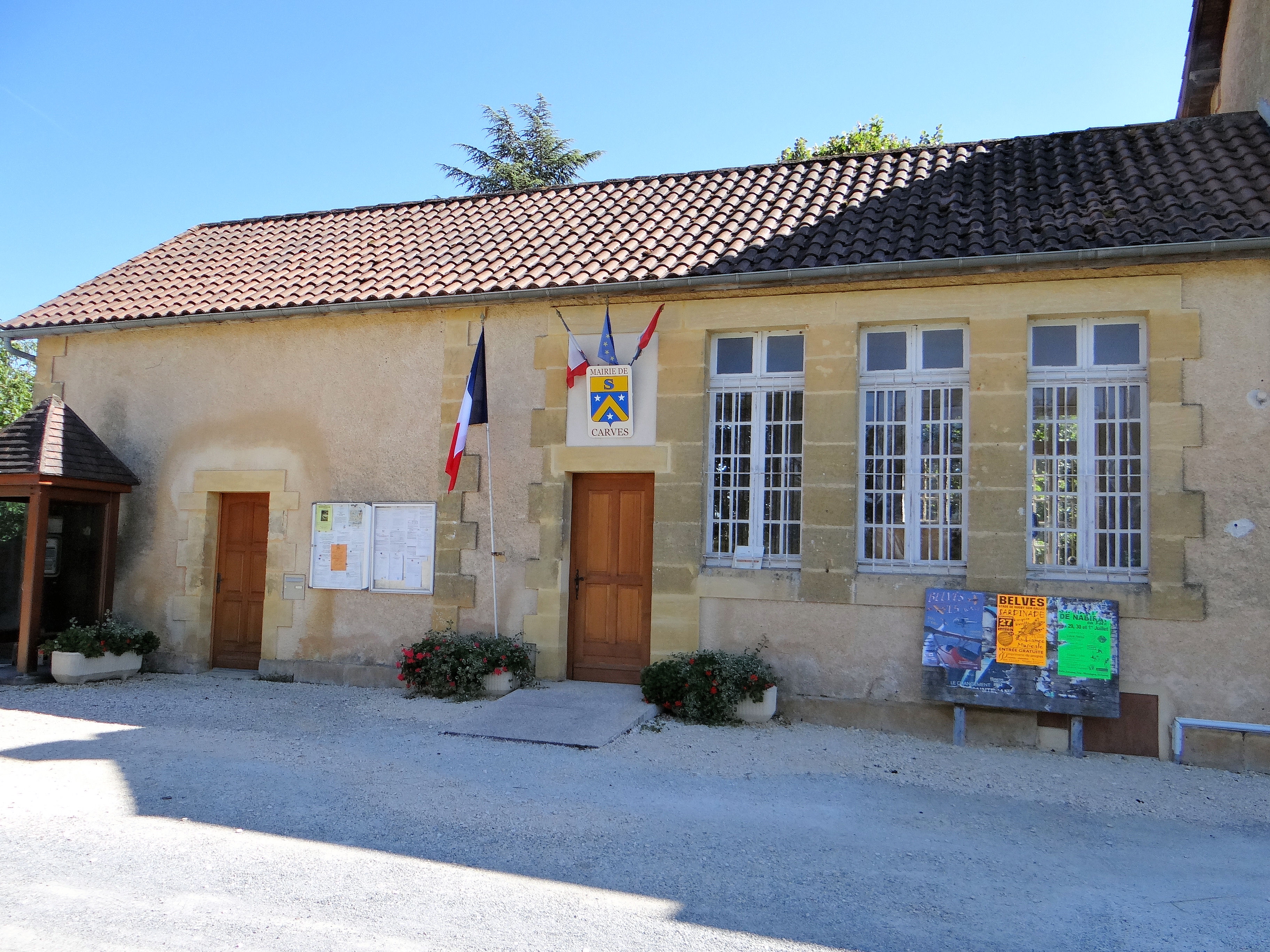
La mairie.

| Période                                  | Période  | Identité          | Étiquette | Qualité      |
| ---------------------------------------- | -------- | ----------------- | --------- | ------------ |
| Les données manquantes sont à compléter. |          |                   |           |              |
|                                          |          |                   |           |              |
| avant 1981                               | ?        | René Lapouge      |           |              |
|                                          |          |                   |           |              |
| mars 1989 (réélue en mai 2020)           | En cours | Maryvonne Chaumel | SE        | Agricultrice |

## Équipements et services publics

### Justice
Dans le domaine judiciaire, Carves relève : 
- du tribunal de proximité de Sarlat-la-Canéda ;
- du tribunal judiciaire, du tribunal pour enfants, du conseil de prud'hommes et du tribunal de commerce de Bergerac ;
- du pôle Nationalité du tribunal judiciaire de Périgueux (compétent uniquement dans le domaine de la nationalité) ;
- de la cour d'appel et de la  cour administrative d'appel de Bordeaux.

## Population et société

### Démographie
L'évolution du nombre d'habitants est connue à travers les recensements de la population effectués dans la commune depuis 1793. Pour les communes de moins de 10 000 habitants, une enquête de recensement portant sur toute la population est réalisée tous les cinq ans, les populations de référence des années intermédiaires étant quant à elles estimées par interpolation ou extrapolation. Pour la commune, le premier recensement exhaustif entrant dans le cadre du nouveau dispositif a été réalisé en 2008.

En 2022, la commune comptait 101 habitants, en évolution de −2,88 % par rapport à 2016 (Dordogne : +0,37 %, France hors Mayotte : +2,11 %).
| 1793 | 1800 | 1806 | 1821 | 1831 | 1836 | 1841 | 1846 | 1851 |
| ---- | ---- | ---- | ---- | ---- | ---- | ---- | ---- | ---- |
| 485  | 482  | 470  | 479  | 635  | 640  | 615  | 599  | 626  |

| 1856 | 1861 | 1866 | 1872 | 1876 | 1881 | 1886 | 1891 | 1896 |
| ---- | ---- | ---- | ---- | ---- | ---- | ---- | ---- | ---- |
| 570  | 578  | 577  | 477  | 516  | 478  | 504  | 421  | 363  |

| 1901 | 1906 | 1911 | 1921 | 1926 | 1931 | 1936 | 1946 | 1954 |
| ---- | ---- | ---- | ---- | ---- | ---- | ---- | ---- | ---- |
| 312  | 298  | 289  | 239  | 236  | 235  | 216  | 199  | 182  |

| 1962 | 1968 | 1975 | 1982 | 1990 | 1999 | 2006 | 2008 | 2013 |
| ---- | ---- | ---- | ---- | ---- | ---- | ---- | ---- | ---- |
| 173  | 153  | 148  | 138  | 131  | 112  | 112  | 112  | 106  |

| 2018 | 2022 | - | - | - | - | - | - | - |
| ---- | ---- | - | - | - | - | - | - | - |
| 104  | 101  | - | - | - | - | - | - | - |

### Manifestations culturelles et festivités
- Fête votive début juillet[49].

## Économie

### Emploi
En 2015, parmi la population communale comprise entre 15 et 64 ans, les actifs représentent trente-quatre personnes, soit 32,7 % de la population municipale. Le nombre de chômeurs (deux) a augmenté par rapport à 2010 (zéro) et le taux de chômage de cette population active s'établit à 5,7 %.

### Établissements
Au 31 décembre 2015, la commune compte seize établissements, dont sept au niveau des commerces, transports ou services, six dans l'agriculture, la sylviculture ou la pêche, deux relatifs au secteur administratif, à l'enseignement, à la santé ou à l'action sociale, et un dans l'industrie.

## Culture locale et patrimoine

### Lieux et monuments

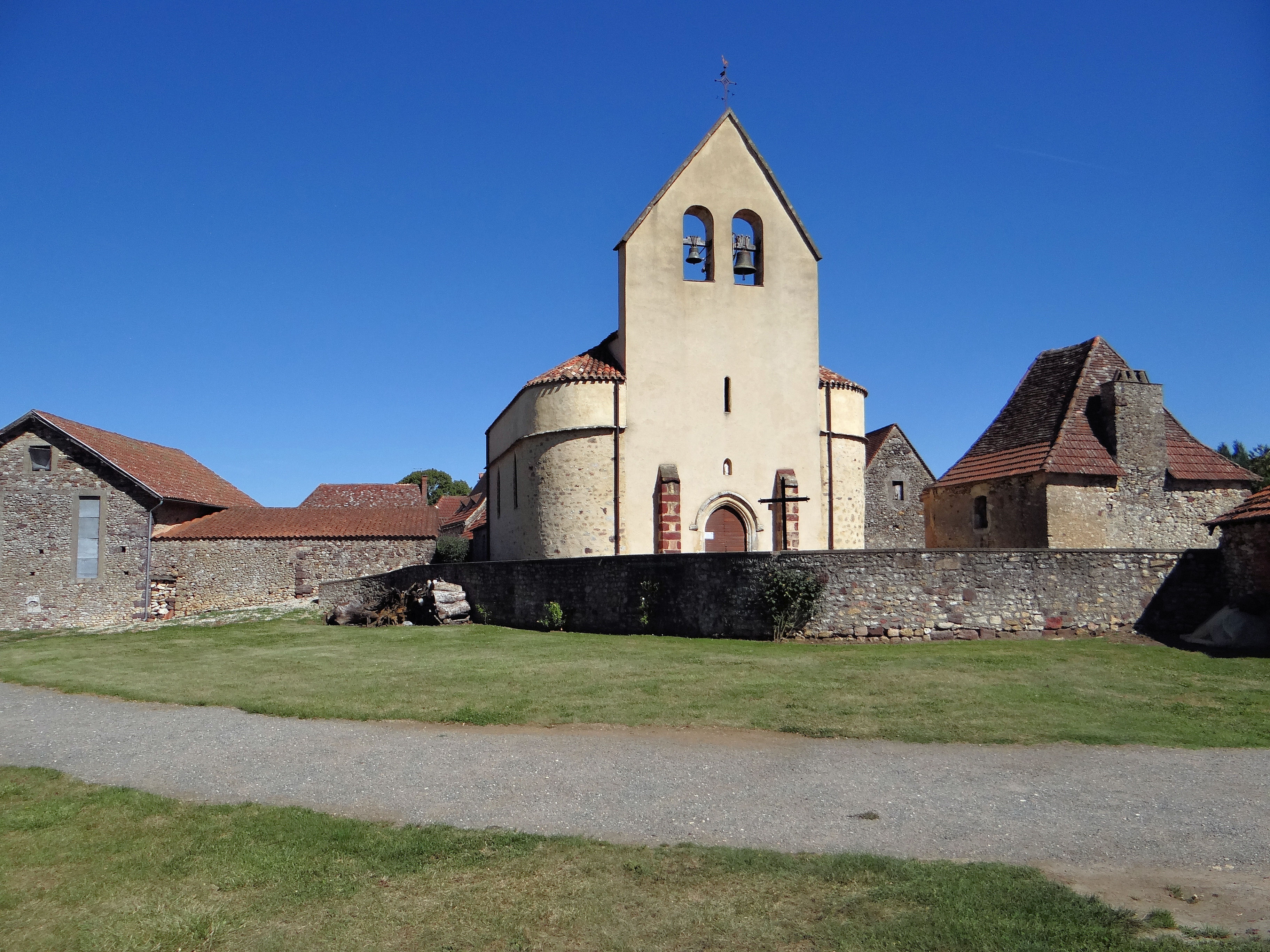
L'église Saint-Martin.

- L'église Saint-Martin est citée dans une bulle datée de 1153. C'était un ancien archiprêtré. Le chœur et le retable ont été restaurés en 2006. L'autel et le retable ont été classés au titre des monuments historiques en 1975[53],[54],[55].
- Cluzeau du Pétrou, inscrit au titre des monuments historiques, en 1988[56].
- Manoir de Cantegrel, du XVIIIe siècle[57]

### Personnalités liées à la commune
- Eugène Gibiat (1815-1885), puissant patron de presse des années 1860-1880, est né à Carves.
- René Coustellier, dit Soleil (1920). Devenu chef de maquis actif et contesté dans la forêt de la Bessède (Penaud, Dictionnaire biographique du Périgord, Fanlac, 1999 ; Gillot et Lagrange, L'épuration en Dordogne selon Doublemètre (Pilote 24, 2002) ; Gillot, Les communistes en Périgord (Pilote 24, 2007) ; Gillot et Maureau, Résistants du Périgord (Sud-Ouest, 2011).

### Héraldique
| Blason de Carves | Blason  | D’azur au chevron d’or accompagné de trois étoiles d’argent, au chef aussi d’or chargé d’une lettre S capitale du champ |
| Blason de Carves | Détails | Le statut officiel du blason reste à déterminer.                                                                        |

## Pour approfondir